# Everson 33

Logo Everson 33

De Everson 33 is een zeewaardig Nederlands gebouwd polyester zeilschip. Het ontwerp is gebaseerd op de mal van de Standfast 30 met verbeteringen in het ontwerp door Frans Maas. Bij Jachtbouw Everse in Yerseke zijn in de jaren ’90 naar schatting zo’n 40 Everson 33’s gebouwd. De meeste Everson's hebben een ligplaats aan de Nederlandse en Belgische kust en binnenwateren.

## Constructie
De polyester romp van de Everson 33 is geconstrueerd middels een duurzame hand-lay-up sandwich constructie met een af-werf epoxy behandeling van de romp. Het gebruik van Isoftaal gelcoat in combinatie met een epoxybehandeling moet de boot goed kunnen beschermen tegen osmose. Verder is het schip voorzien van een loden kiel en bilge.

## Deklayout en veiligheid
De combinatie van brede gangboorden en een slim ontwerp van het kajuitdek zorgen voor een veilig werkdek. De kuip is groot en door de hoge rugzitting ook zeer veilig. De deklayout is zodanig dat toerzeilers een gezellige tocht kunnen maken terwijl wedstrijdzeilers elkaar niet in de weg lopen.
Er zijn vier bakskisten, waarvan twee onder de kuipbanken aan bakboord één aan stuurboord en één achterin, waarin zich ook de gasfles en walstroomaansluiting bevindt. Verder is aan de spiegel een opklapbare zwemtrap gemonteerd en is de boot voorzien van een dubbele RVS zeereling, hekstoel, preekstoel en zelflozende ankerbak.

## Besturing en aandrijving
De meeste Eversons zijn uitgevoerd met een helmstok en enkele met stuurwiel naar voorkeur van de koper en zowel schroefas als saildrive komen beide voor bij de Everson 33. De inbouwmotor heeft van origine circa 20 pk. Er is gekozen voor verschillende merken, waaronder Volvo Penta, Mitsubishi en Ruggerini.

## Interieur
Van binnen is de Everson 33 voorzien van een massief teakhouten betimmering. De Everson biedt ruimte aan twee afgesloten hutten, een ruime zithoek, goede navigatiehoek, separaat toilet met wastafel en een kombuis met 3-pits gastoestel en oven. De stahoogte aan boord is circa 1,85 meter.
Het interieur is met grijpstangen en een doordacht ontwerp van de vloer goed ingericht op varen onder helling. De boot is voorzien van twee natte kasten, één achter het toilet in het voorschip en de andere nabij de kajuitingang.

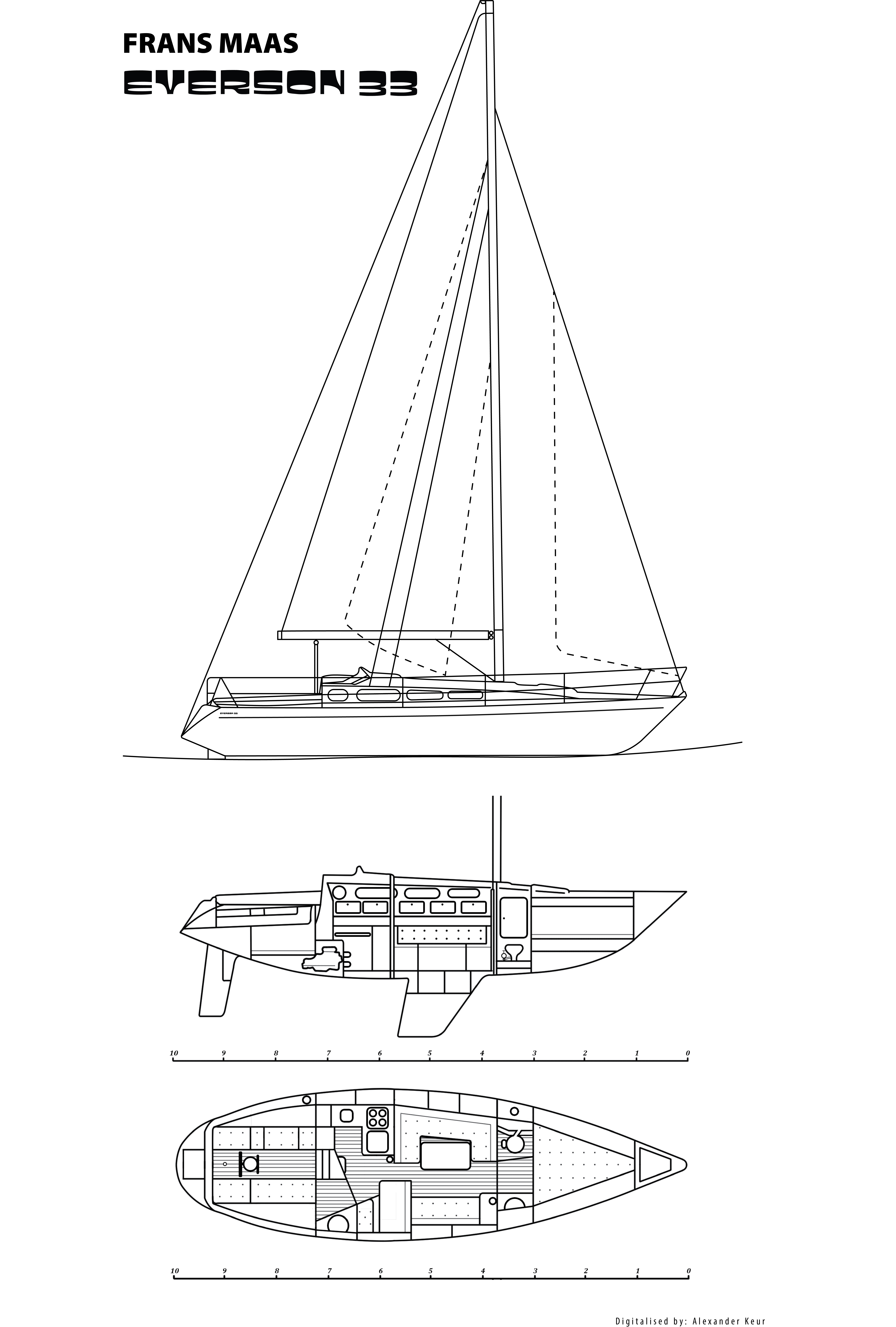
Layout

## Zeilvoering
Everson 33 is een schip dat relatief veel zeil voert, maar ondanks dat toch koersvast blijft en waarbij je niet snel een rif hoeft te zetten. Vanaf de werf zijn voor zover bekend alle boten voorzien van zeilen van Neil Pryde.

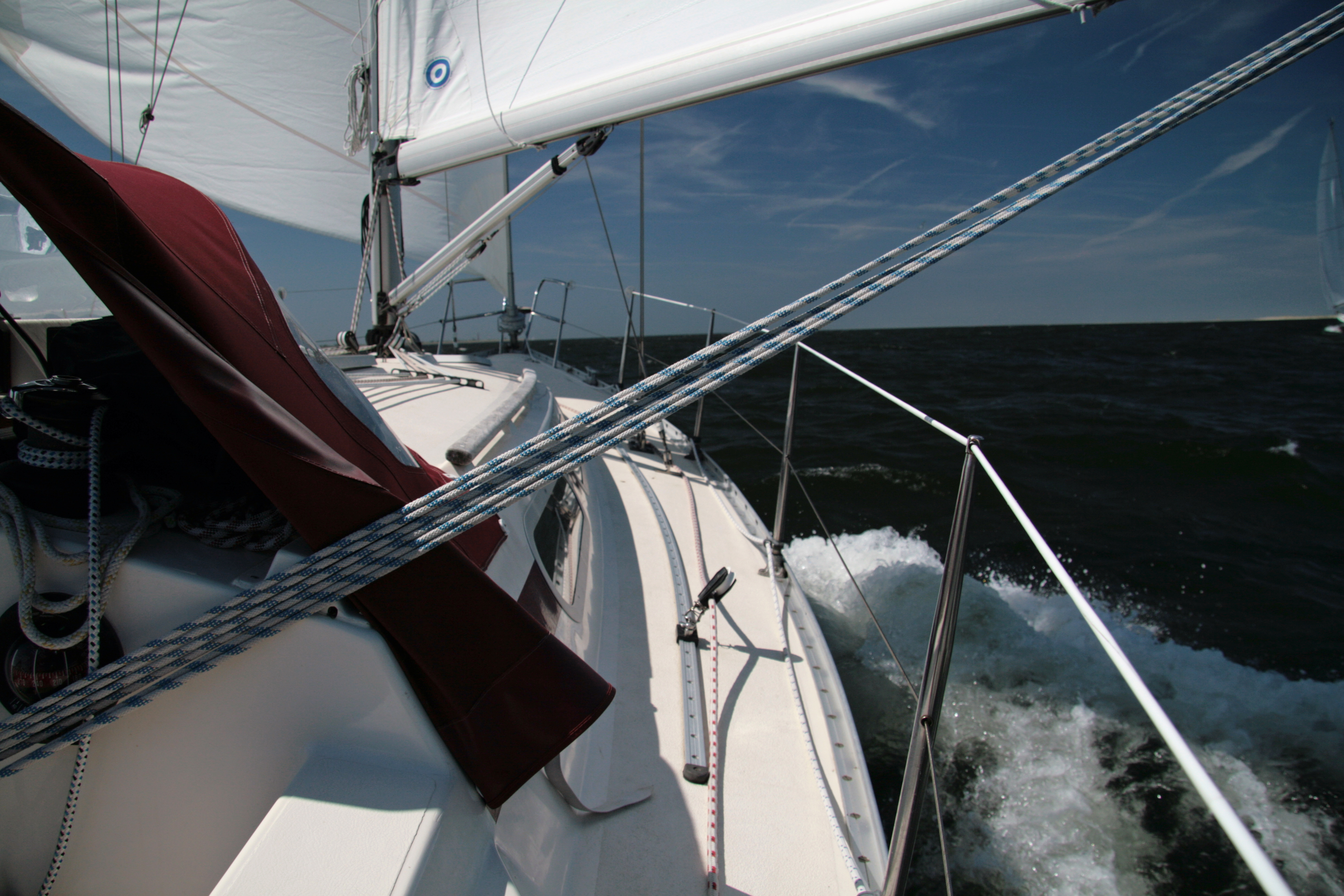
Onder zeil tussen Texel en IJmuiden
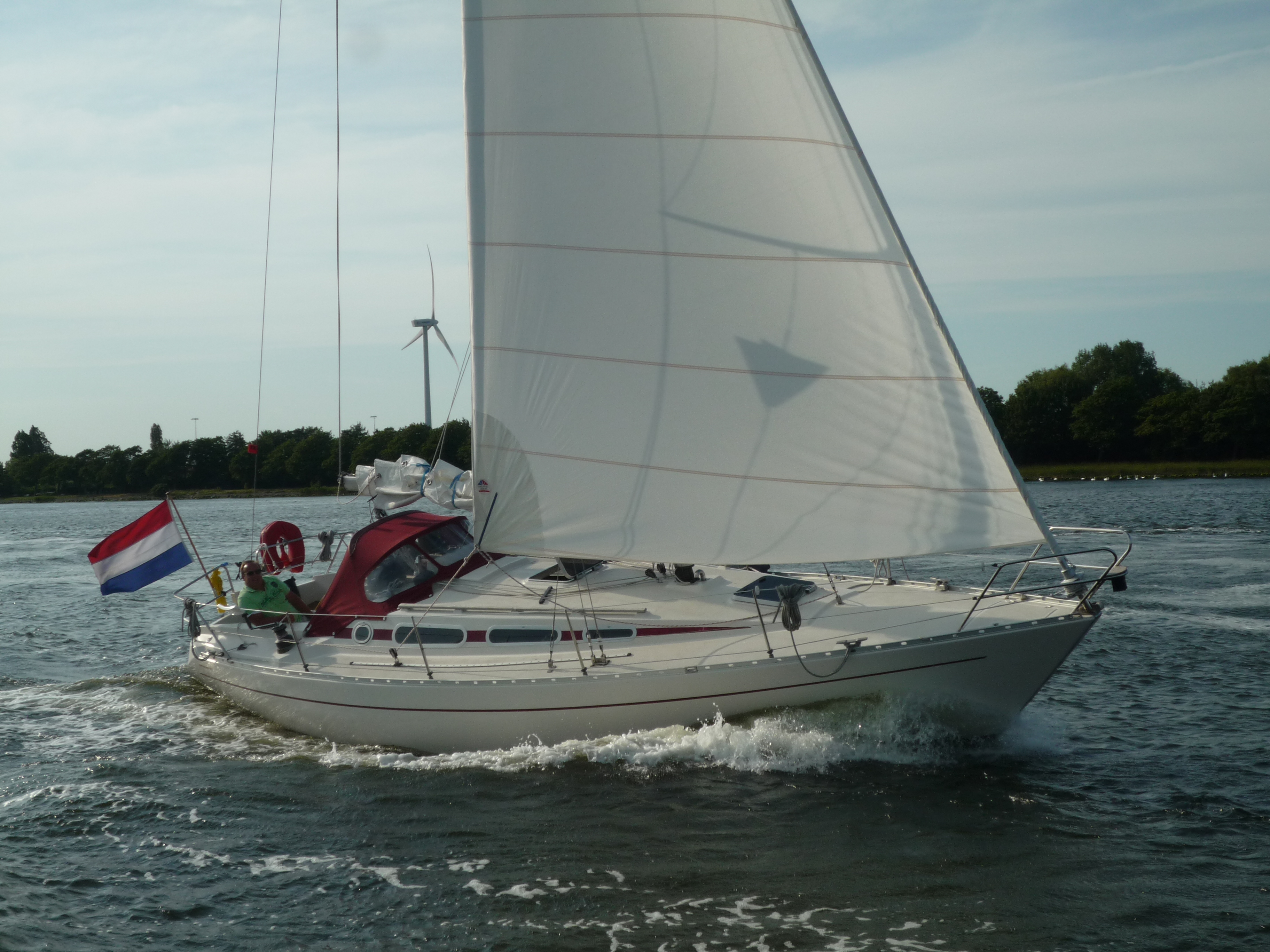
Onder zeil tussen IJmuiden en Amsterdam
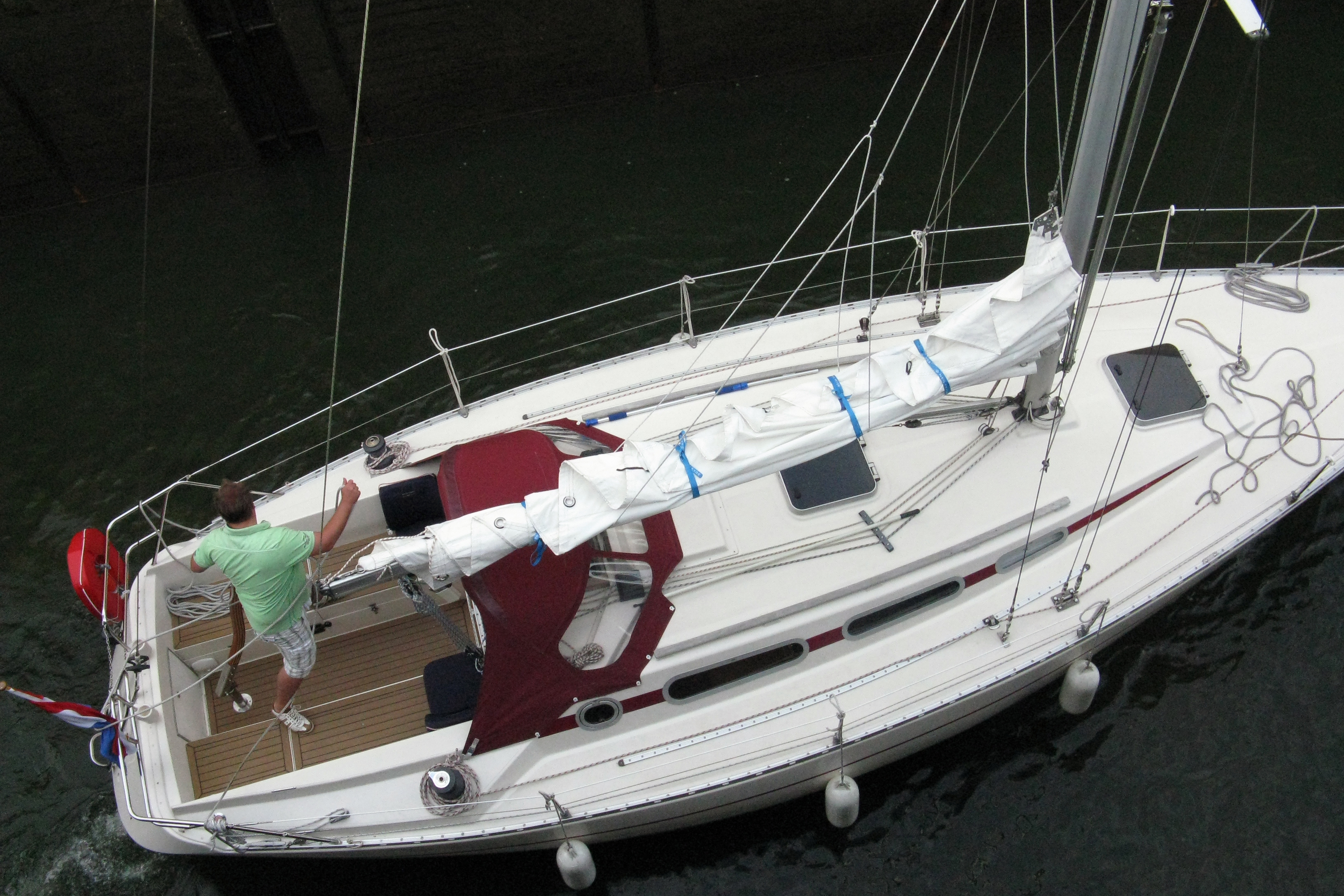
Bovenaanzicht in de Houtribsluizen te Lelystad
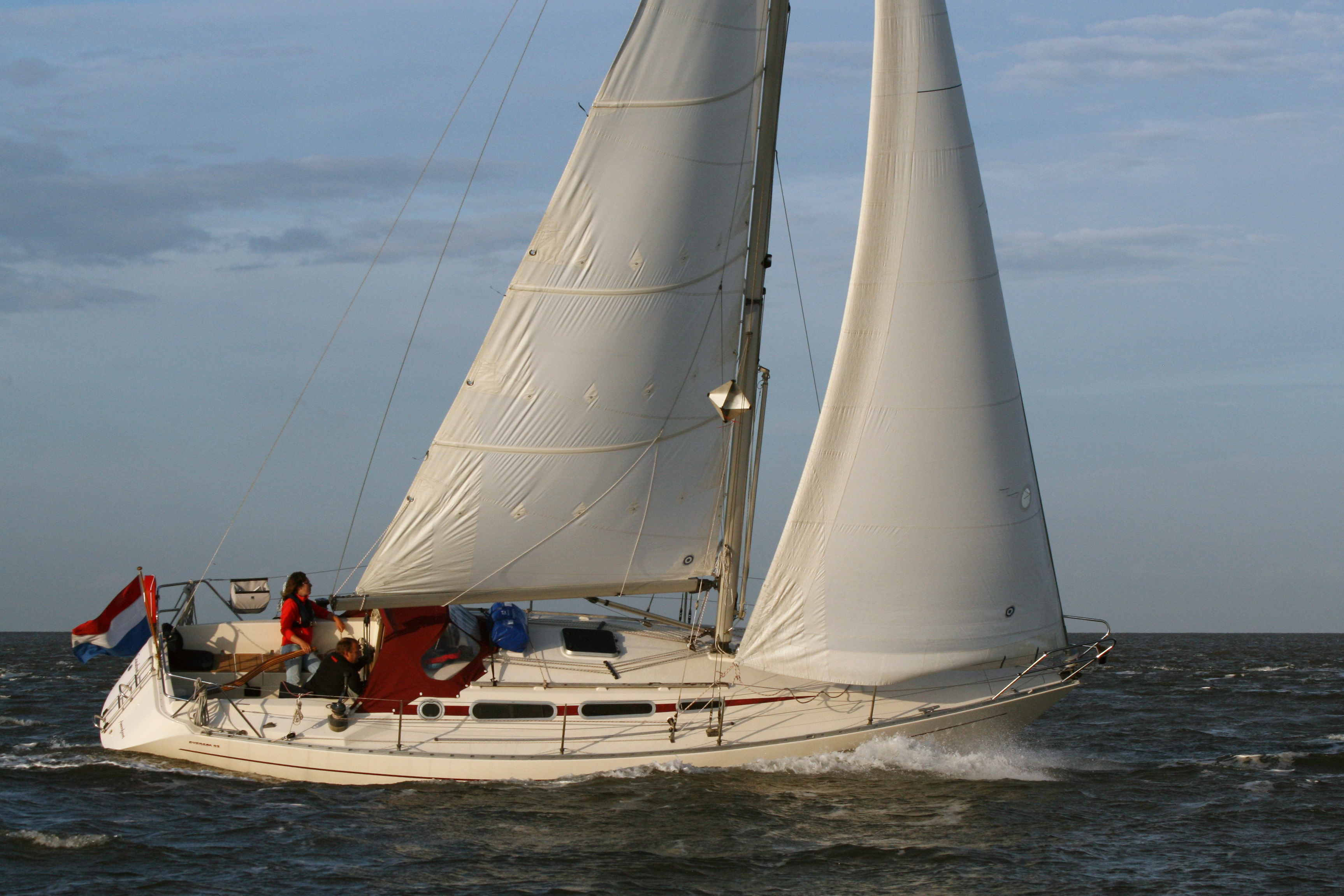
Onder zeil op de Waddenzee
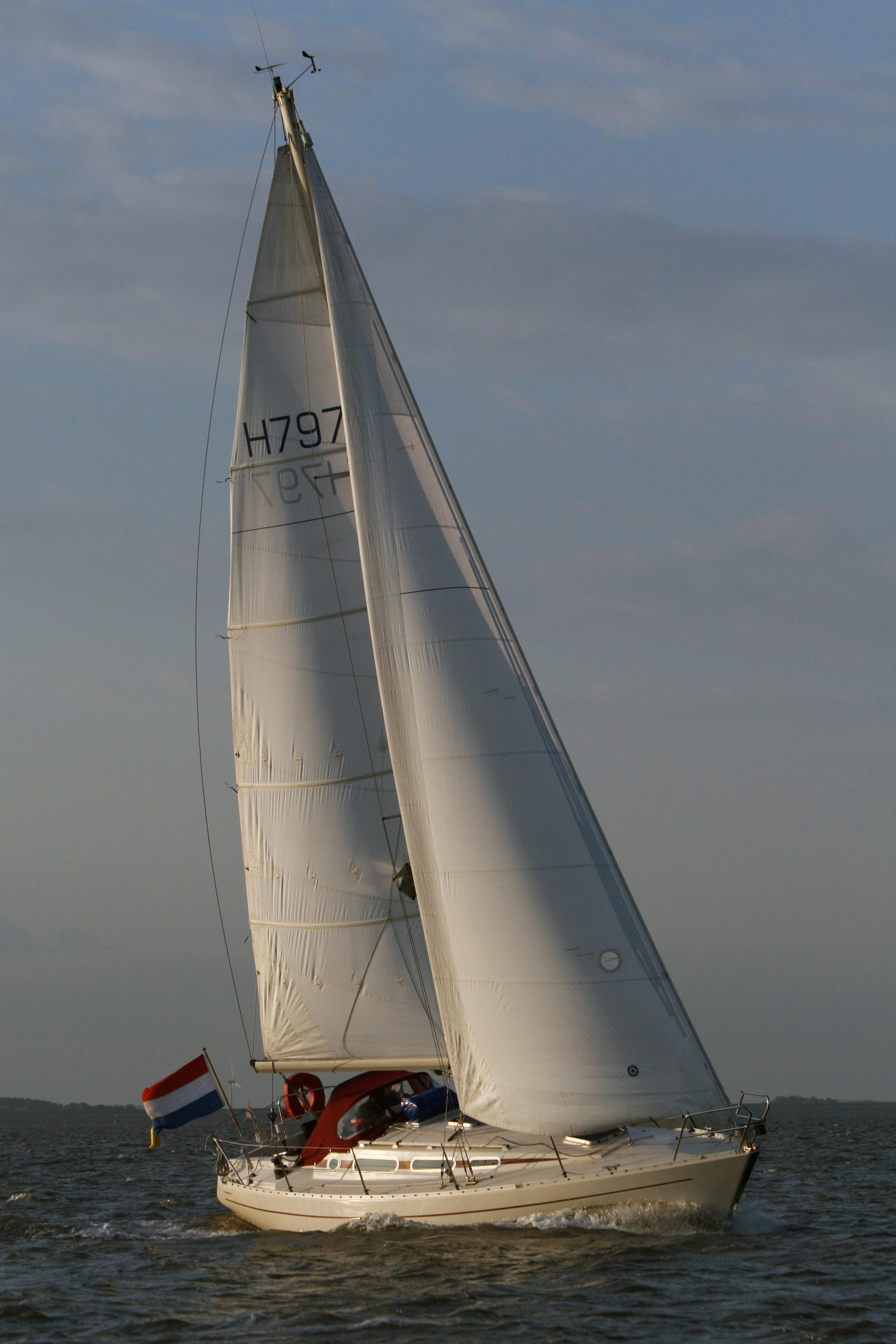
Onder zeil op de Waddenzee
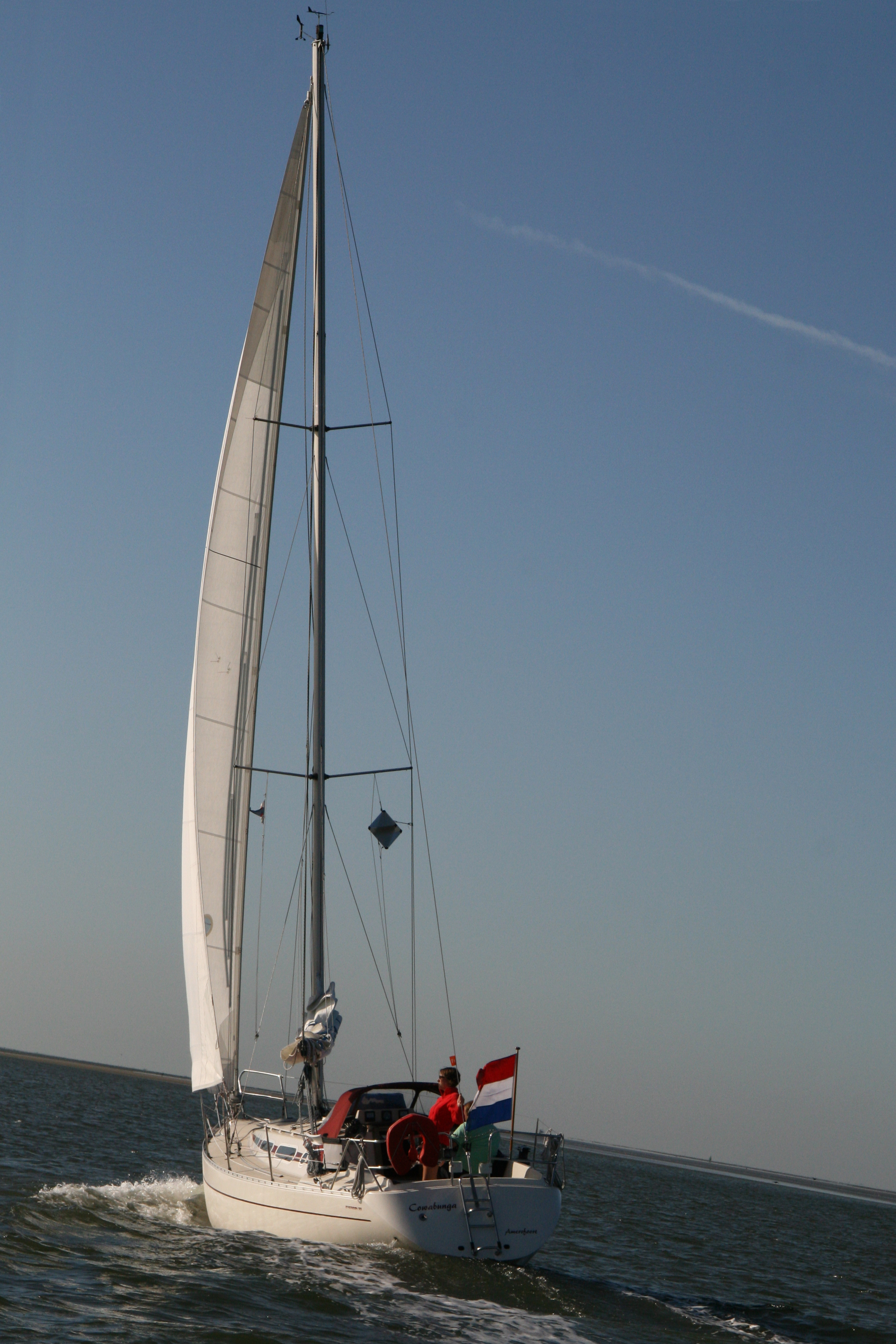
Onder zeil op de Waddenzee
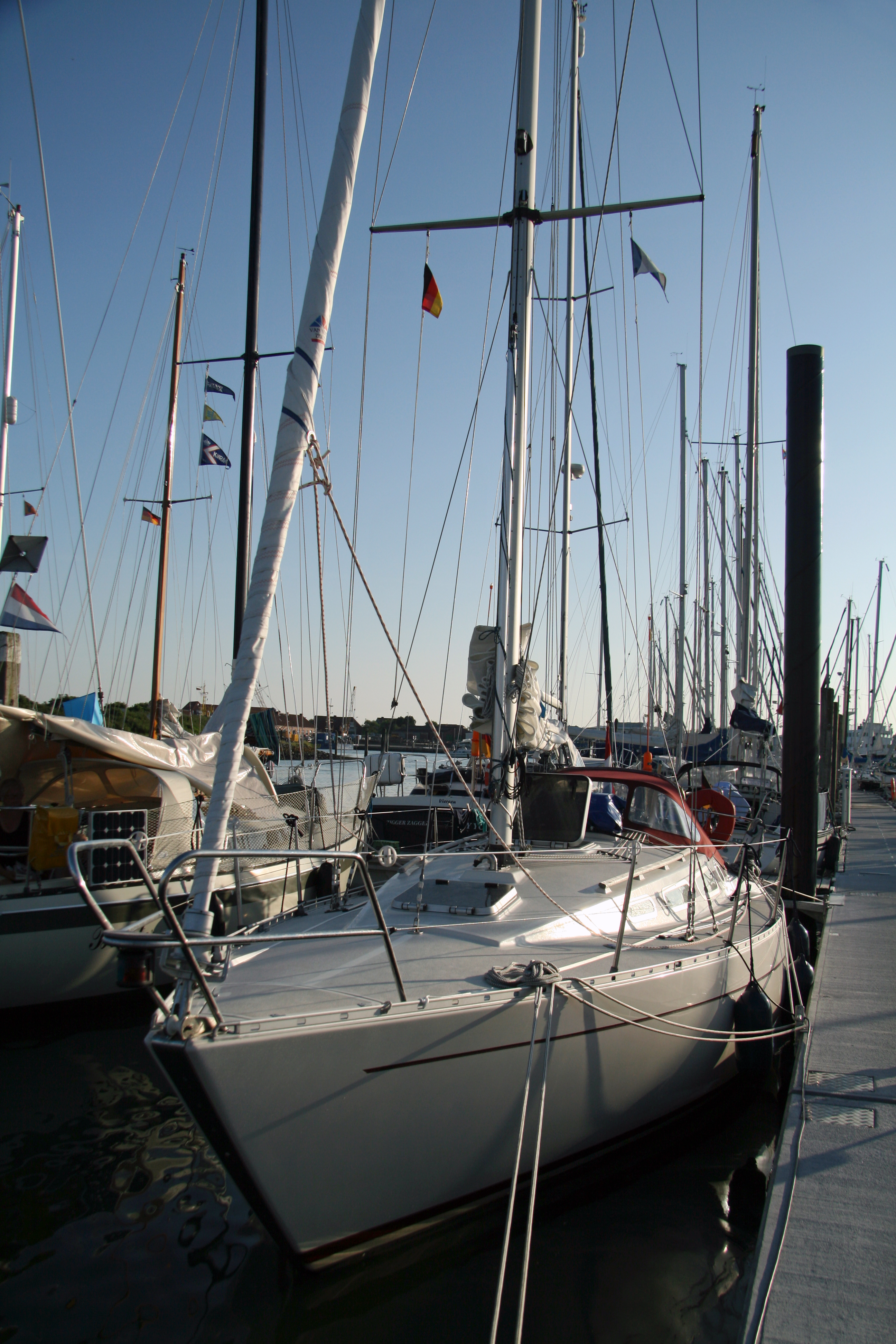
In de haven op Norderney
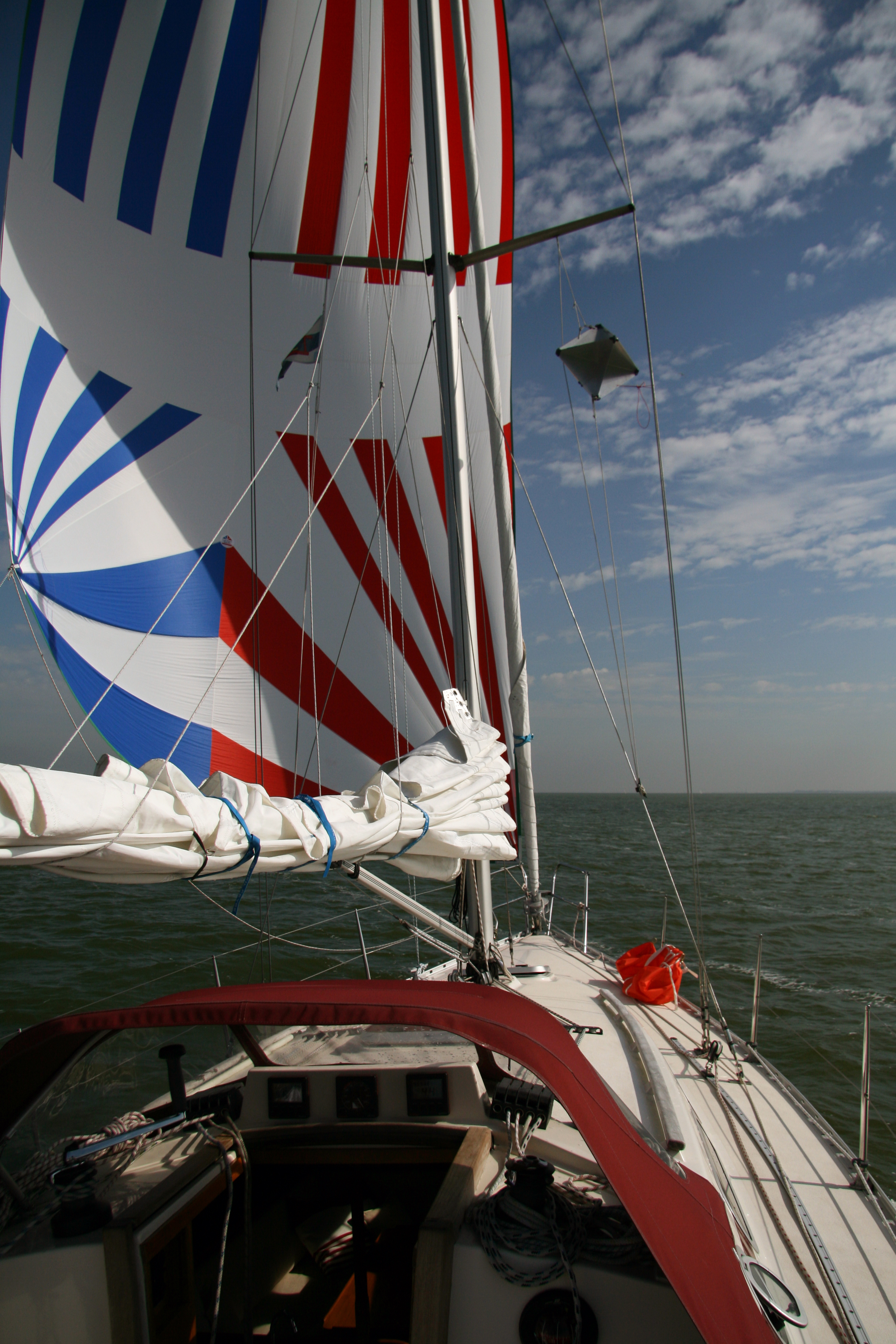
Spinnakerend op het IJsselmeer